# 沼田早苗
沼田 早苗（ぬまた さなえ、1948年〈昭和23年〉11月24日 - ）は、神奈川県横浜市出身の写真家である。

## 人物
- 宝仙学園短期大学中退[1]。
- 在学中に写真家大竹省二のモデルをつとめ、1968年から大竹省二に師事[2]。アシスタント時代には数々のテレビ番組の撮影・レポーターを務め、1975年には「アメリカン・リクレクション」で個展デビュー[3]し、1977年に雑誌JUNONのコーナー「私の男性探訪」にグラビアを掲載した。
- 1978年にフリーとなり[2]、人物写真を中心するだけでなく、数々の審議会の委員を務めている[3]。また、日本カメラ博物館（JCII）では沼田教室の講師を務めている[4]。
- 「私の写交録」は個展シリーズ（1977年、1984年、1986年、1994年）[3]の代表作となった。この他、北海道河東郡鹿追町と東京都台東区の相互文化交流事業の一環として[5]、写真展「浅草ものがたり」が2010年代に開催された[5][6]。
- 2002年にインタビューを受けた沼田は「女性が女性を撮るというのは、（中略）かえって撮りにくかったです」と語っている[7]。
- 岩手県東磐井郡室根村（現：一関市）で2万本のブナを植林する活動の様子を撮影するとき、「海と森は一体だ」という幼少期に経験したことを思い出した[8]。沼田は横浜市で生まれ育ち、幼少期から海や山で遊ぶことが多かったことを2008年に受けたインタビューで明かしている[8]。

## 表紙連載
- 財界（1986年 - 1996年）[3]
- 読売ウイークリー（2000年 - 2002年）[3]

## 主な受賞歴
- 1998年 - 聖教新聞社賞[3]
- 1999年 - 国際協力事業団功労賞[3]
- 2001年 - 経済産業省商務情報政策局長賞 京セラカレンダー「彩菜」[3]

## 出演
テレビ番組
- フロンティア21世紀（テレビ東京）

CM
- 旭化成 ザバザバ（1981年）
- 日健総本社「クロスタニン」（1985年（おばあちゃん篇）・1993年（バレリーナ撮影篇））

## その他活動
- BS-i（現：BS-TBS）番組審議会委員 - 2001年10月（第4回[9]）から2010年12月（第32回[10]）まで。
- 日本カメラ博物館（JCII） 講師[2]
- 林政審議会委員[11]
- 国連UNHCR協会協力委員 - 同協会が開催した写真展の活動に参加[12]。
- 国際森林年国内委員会委員[13]

## 著書
- ぼくのおじいちゃんのかお こどものとも年少版 1986年1月号 天野祐吉（著）, 沼田早苗（写真） 福音館書店
- ぼくのおじいちゃんのかお 天野祐吉（著）, 沼田早苗（写真） 福音館書店、1992年（※2013年に再刊）（ISBN 978-4834011876）
- 沼田早苗作品展「私の写交録」 JCIIフォトサロン 1994年 （JCII Photo Salon library ; 41)
- こわれたしゃしんき 柴田晋吾（作）, 沼田早苗（写真） かんらん舎、2006年（ISBN 978-4990070670）